# Надзвичайний сейм
Надзвичайний сейм, екстраординарний (від лат. extra ordinem 'поза порядком') — у Речі Посполитій після 1573 року сейм, що скликався королем у разі потреби на строк не більше двох тижнів.
За Генриковими статтями звичайні сейми скликалися кожні два роки, а в разі необхідності (наприклад, у разі прямої загрози державі) король міг скликати надзвичайний сейм.